# Cleopatra Moon
Die Cleopatra Moon ist ein Fährschiff der in Valletta ansässigen Cleopatra Navigation. Sie wurde 1971 als Bougainvillea für die japanische Reederei Nippon Car Ferry in Dienst gestellt und blieb für diese bis 1976 im Einsatz. Anschließend war das Schiff bis 2006 als Zeralda in Fahrt, ehe es in den Besitz der Cleopatra Navigation überging. Seit 2010 liegt die Cleopatra Moon in Sues auf.

## Geschichte
Die Bougainvillea entstand unter der Baunummer 301 in der Werft von Nippon Kokkan in Shimizu und lief am 26. Dezember 1970 vom Stapel. Nach der Ablieferung an Nippon Car Ferry am 10. April 1971 nahm das Schiff den Fährdienst zwischen Osaka und Miyazaki auf.
Nach fünf Jahren Dienst wurde die Bougainvillea 1976 an die Cie Nationale Algerienne de Navigation Maritime (CNAN) verkauft und in Zeralda umbenannt. Im selben Jahr nahm das Schiff den Dienst auf der Strecke von Oran nach Marseille auf. 1987 ging es in den Besitz von Algérie Ferries über.
Nach fast 30 Jahren im Dienst wurde die Zeralda im Mai 2005 an die in Valletta ansässige Cleopatra Navigation verkauft und dort zusammen mit ihrem Schwesterschiff Shahd Cleopatra (ehemals Hibiscus) als Cleopatra Moon unter der Flagge von Honduras eingesetzt. 2010 beendete das Schiff nach 39 Jahren seine aktive Dienstzeit und liegt seitdem in Sues auf.